# Hrabstwo Oliver

Piramida wieku hrabstwa

Hrabstwo Oliver (ang. Oliver County) to hrabstwo w stanie Dakota Północna w Stanach Zjednoczonych. Hrabstwo zajmuje powierzchnię 1 893,77 km². Według szacunków United States Census Bureau w roku 2006 liczyło 1 808 mieszkańców. Siedzibą administracji hrabstwa jest miasto Center.